# Strange Magic: The Best of Electric Light Orchestra
Strange Magic: The Best of Electric Light Orchestra je kompilacijski album skupine Electric Light Orchestra (ELO), ki je leta 1995 izšel le v ZDA.
Kompilacija vsebuje več albumskih verzij skladb kot singl verzij, skladbe kot so »Rock 'n' Roll Is King«, »Shine a Little Love« in »Boy Blue« so daljše. Kompilacija je razvrščena kronološko in temelji predvsem na ameriških singlih (brez albuma Xanadu) z razliko evropskega hita »Rockaria!«.

## Seznam skladb

### Disk 1 (1972–1976)
Vse pesmi je napisal in uglasbil Jeff Lynne, razen kjer je posebej napisano.
| Št. | Naslov                        | Z albuma                           | Dolžina |
| --- | ----------------------------- | ---------------------------------- | ------- |
| 1.  | „10538 Overture‟              | The Electric Light Orchestra, 1971 | 5:29    |
| 2.  | „Roll Over Beethoven‟         | ELO 2, 1973                        | 8:09    |
| 3.  | „Showdown‟                    | On the Third Day, 1973             | 4:09    |
| 4.  | „Daybreaker‟                  | On the Third Day                   | 3:31    |
| 5.  | „Ma-Ma-Ma Belle‟              | On the Third Day                   | 4:11    |
| 6.  | „Can't Get It Out of My Head‟ | Eldorado, 1974                     | 4:22    |
| 7.  | „Boy Blue‟                    | Eldorado                           | 5:18    |
| 8.  | „Evil Woman‟                  | Face the Music, 1975               | 4:19    |
| 9.  | „Strange Magic‟               | Face the Music                     | 4:30    |
| 10. | „Livin' Thing‟                | A New World Record, 1976           | 3:33    |
| 11. | „Do Ya‟                       | A New World Record                 | 3:44    |
| 12. | „Telephone Line‟              | A New World Record                 | 4:40    |
| 13. | „Rockaria!‟                   | A New World Record                 | 3:14    |

### Disk 2 (1977–1986)
Vse pesmi je napisal in uglasbil Jeff Lynne.
| Št. | Naslov                  | Z albuma               | Dolžina |
| --- | ----------------------- | ---------------------- | ------- |
| 1.  | „Turn to Stone‟         | Out of the Blue, 1977  | 3:47    |
| 2.  | „Sweet Talkin' Woman‟   | Out of the Blue        | 3:48    |
| 3.  | „Mr. Blue Sky‟          | Out of the Blue        | 5:03    |
| 4.  | „It's Over‟             | Out of the Blue        | 4:08    |
| 5.  | „Shine a Little Love‟   | Discovery, 1979        | 4:42    |
| 6.  | „Don't Bring Me Down‟   | Discovery              | 4:02    |
| 7.  | „Confusion‟             | Discovery              | 3:41    |
| 8.  | „Last Train to London‟  | Discovery              | 4:33    |
| 9.  | „Hold on Tight‟         | Time, 1981             | 3:06    |
| 10. | „Twilight‟              | Time                   | 3:41    |
| 11. | „Rain Is Falling‟       | Time                   | 3:55    |
| 12. | „Rock 'n' Roll Is King‟ | Secret Messages, 1983  | 3:17    |
| 13. | „Four Little Diamonds‟  | Secret Messages        | 4:05    |
| 14. | „Stranger‟              | Secret Messages        | 4:27    |
| 15. | „Calling America‟       | Balance of Power, 1986 | 3:29    |
| 16. | „So Serious‟            | Balance of Power       | 2:41    |

## Osebje
- Jeff Lynne – vokali, kitare, klaviature
- Bev Bevan – bobni, tolkala
- Richard Tandy – klaviature, kitara
- Kelly Groucutt – bas kitara, vokali (1974 in naprej)
- Mike de Albuquerque – bas kitara, vokali (do 1974)
- Mik Kaminski – violina
- Wilfred Gibson – violina pri »Roll Over Beethoven« in »Showdown«
- Mike Edwards – čelo (do 1974)
- Melvyn Gale – čelo (1974 in naprej)
- Hugh McDowell – čelo
- Colin Walker – čelo pri »Roll Over Beethoven« in »Showdown«
- Marc Bolan – kitara pri »Ma-Ma-Ma Belle«
- Roy Wood – vokali, kitare, čelo, bas, pihala pri »10538 Overture«
- Ira Robbins (Trouser Press) – notranje opombe s seta Afterglow